# Józef Bąk
Józef Bąk (ur. 21 marca 1946 w Wielołęce) – polski przedsiębiorca, spółdzielca i polityk, poseł na Sejm X i I kadencji.

## Życiorys
W latach 1965–1976 pracował w lecznicy weterynaryjnej w Wielichowie. W latach 1976–1978 był zatrudniony w Rolniczej Spółdzielni Produkcyjnej w Łubnicy. W 1978 ukończył studia na Akademii Rolniczej w Poznaniu, uzyskując tytuł zawodowy inżyniera rolnika. Od 1978 pracował w Rolniczej Spółdzielni Produkcyjnej Świerczyna, której został prezesem. W 1989 pełnił funkcję wiceprzewodniczącego Krajowej Rady Centralnego Związku Rolniczych Spółdzielni Produkcyjnych.
W 1989 uczestniczył w obradach Okrągłego Stołu przy podstoliku ds. rolnictwa reprezentując stronę rządową. W tym samym roku uzyskał mandat posła na Sejm kontraktowy. Został wybrany w okręgu leszczyńskim z puli Polskiej Zjednoczonej Partii Robotniczej. Był zastępcą przewodniczącego Komisji Rolnictwa i Gospodarki Żywnościowej. Pod koniec kadencji należał do związanego z Polską Unią Socjaldemokratyczną Poselskiego Klubu Pracy. W 1991 uzyskał reelekcję z listy Unii Wielkopolan i Lubuszan w okręgu leszczyńsko-zielonogórskim. Kadencję ukończył jako niezależny poseł zasiadający w Konwencji Polskiej. Nie ubiegał się o reelekcję.
W latach 1993–1999 był współwłaścicielem Wytwórni Pasz Gabor w Kąkolewie, a w 2001 został właścicielem Hotelu Halny w Karpaczu.

## Odznaczenia
- Złoty Krzyż Zasługi (1987)
- Medal 40-lecia Polski Ludowej (1984)
- Honorowa Odznaka „Zasłużony dla województwa leszczyńskiego” (1986)[2]